# Lublin (KL)

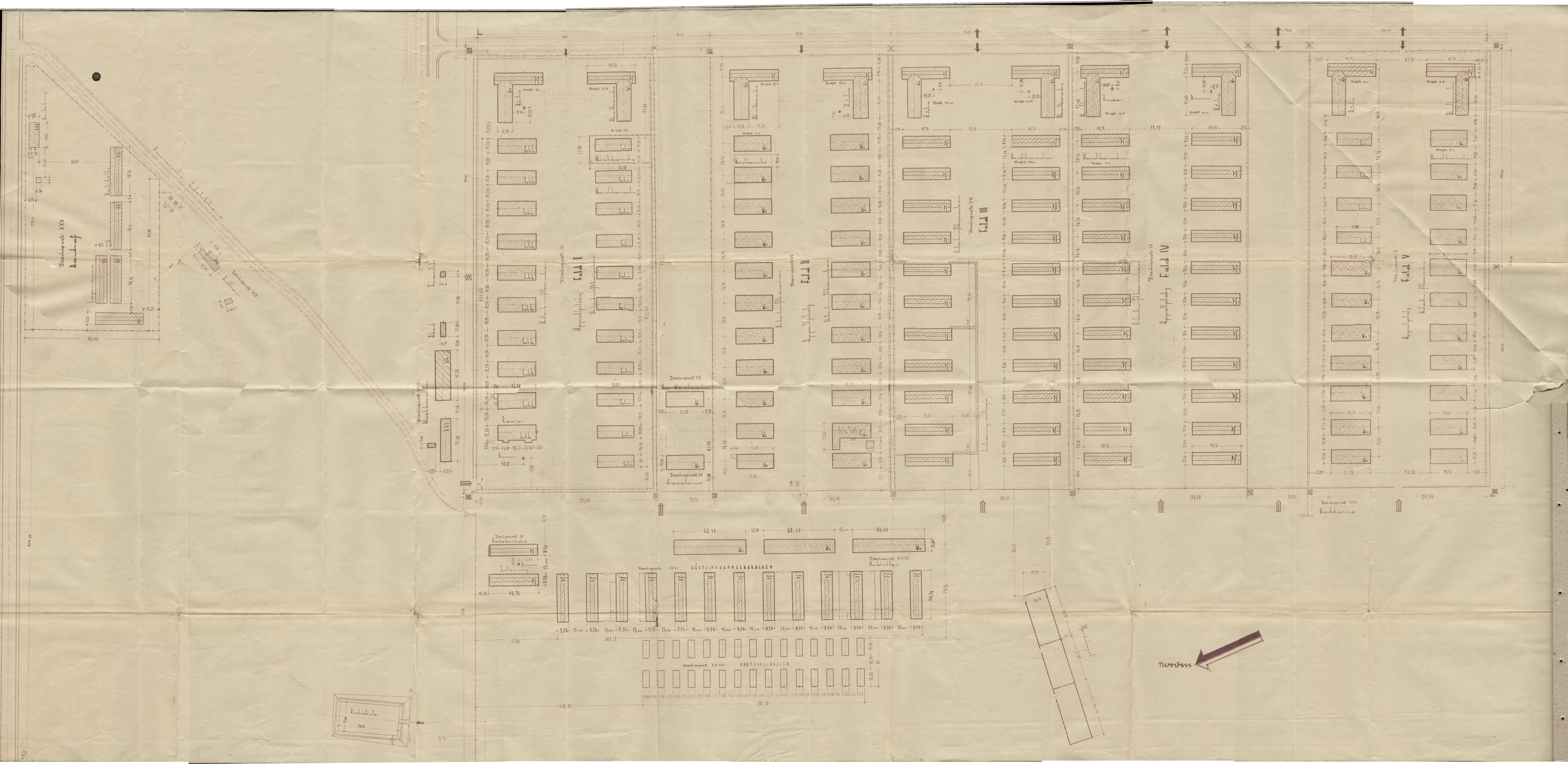
Plan obozu koncentracyjnego na Majdanku, 1942

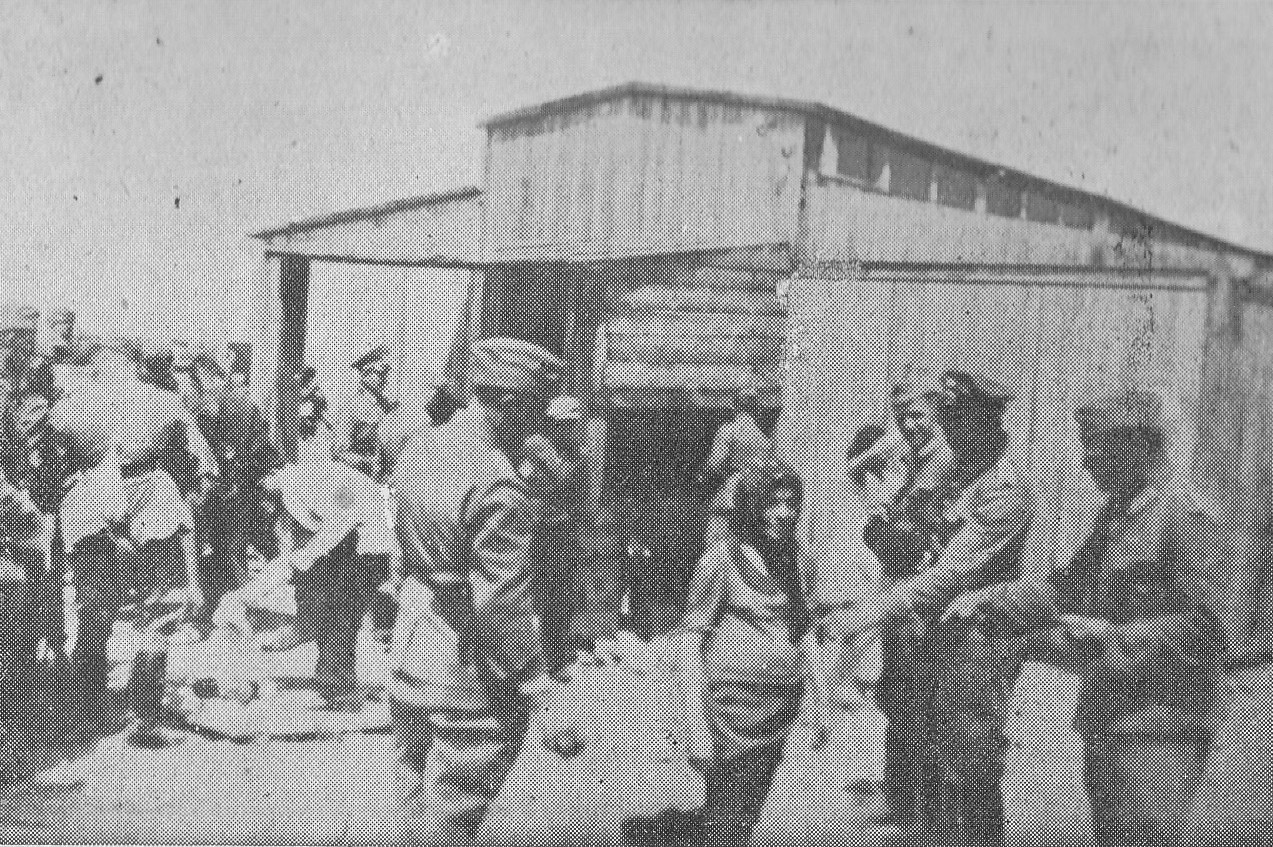
Przyjęcie nowego transportu w obozie

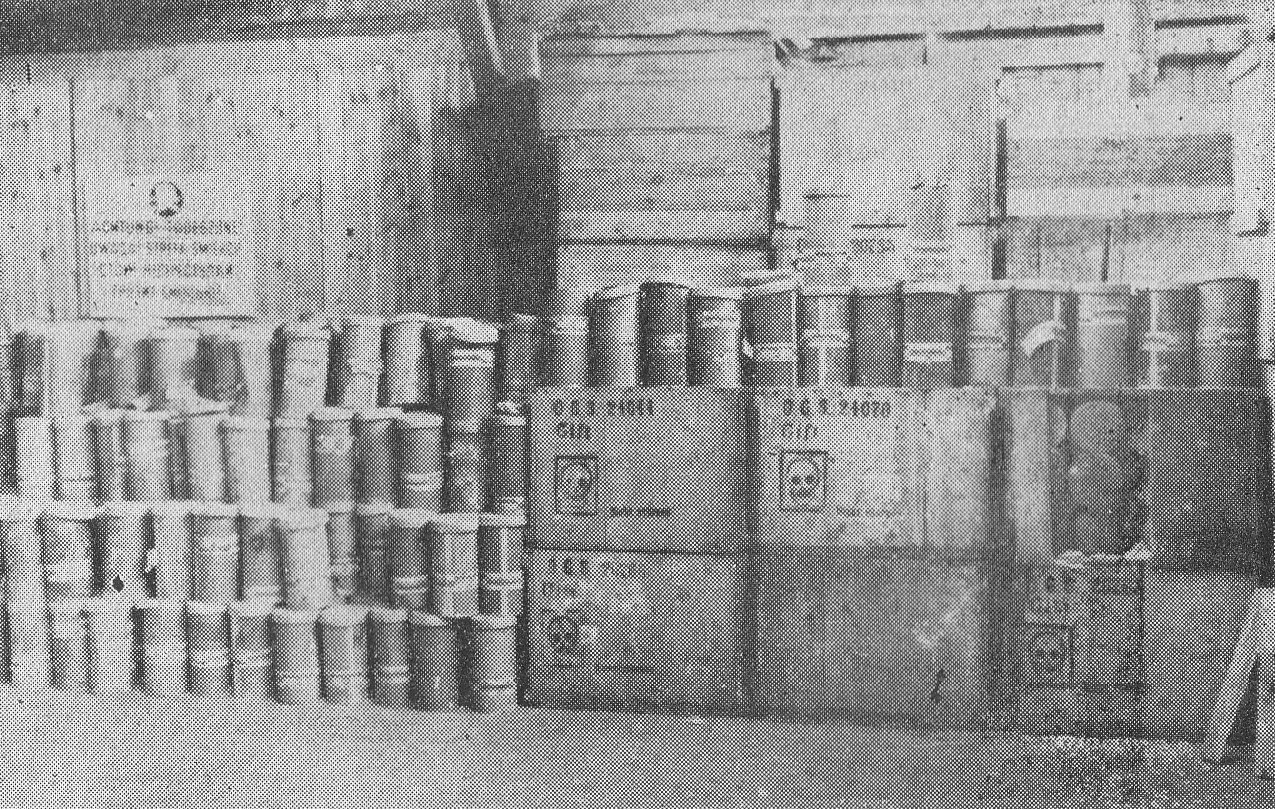
Puszki z cyklonem B wykorzystywanym do gazowania więźniów

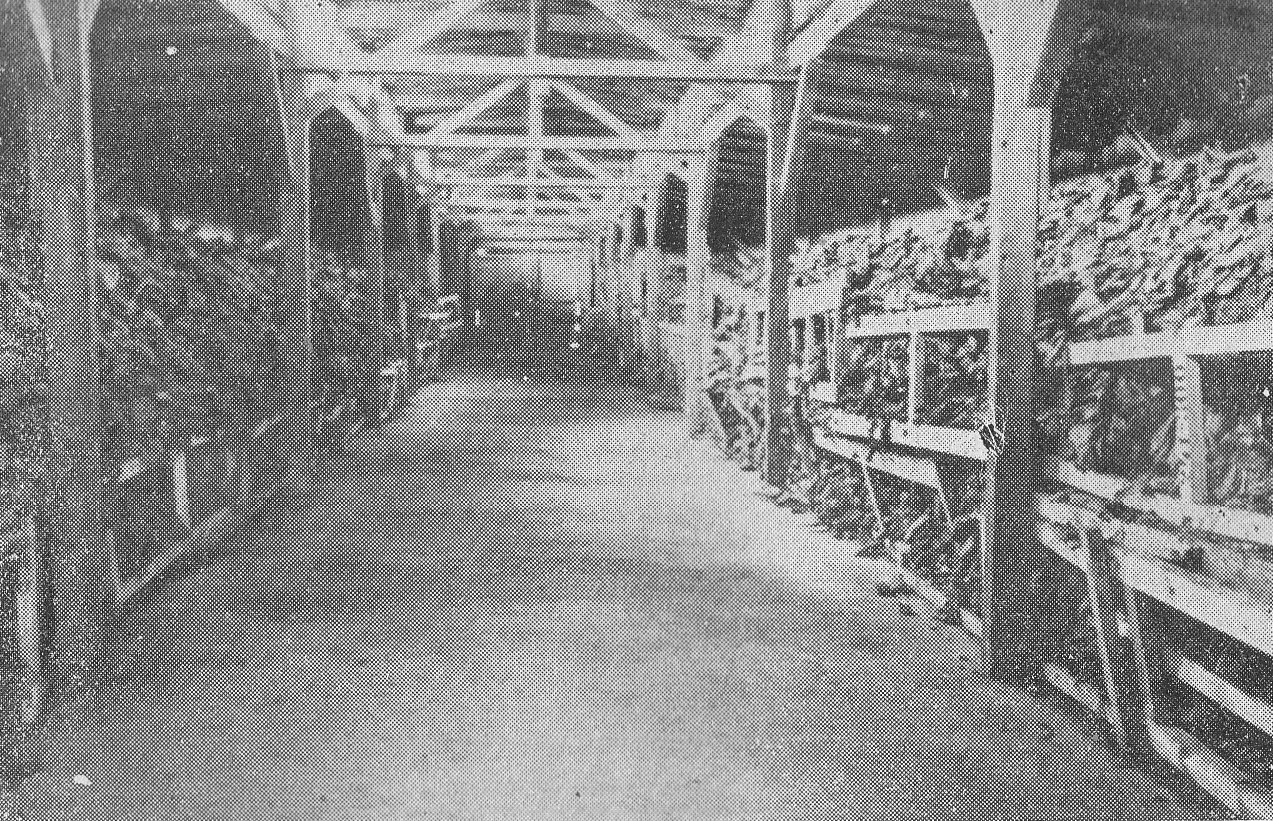
Wnętrze baraku z obuwiem

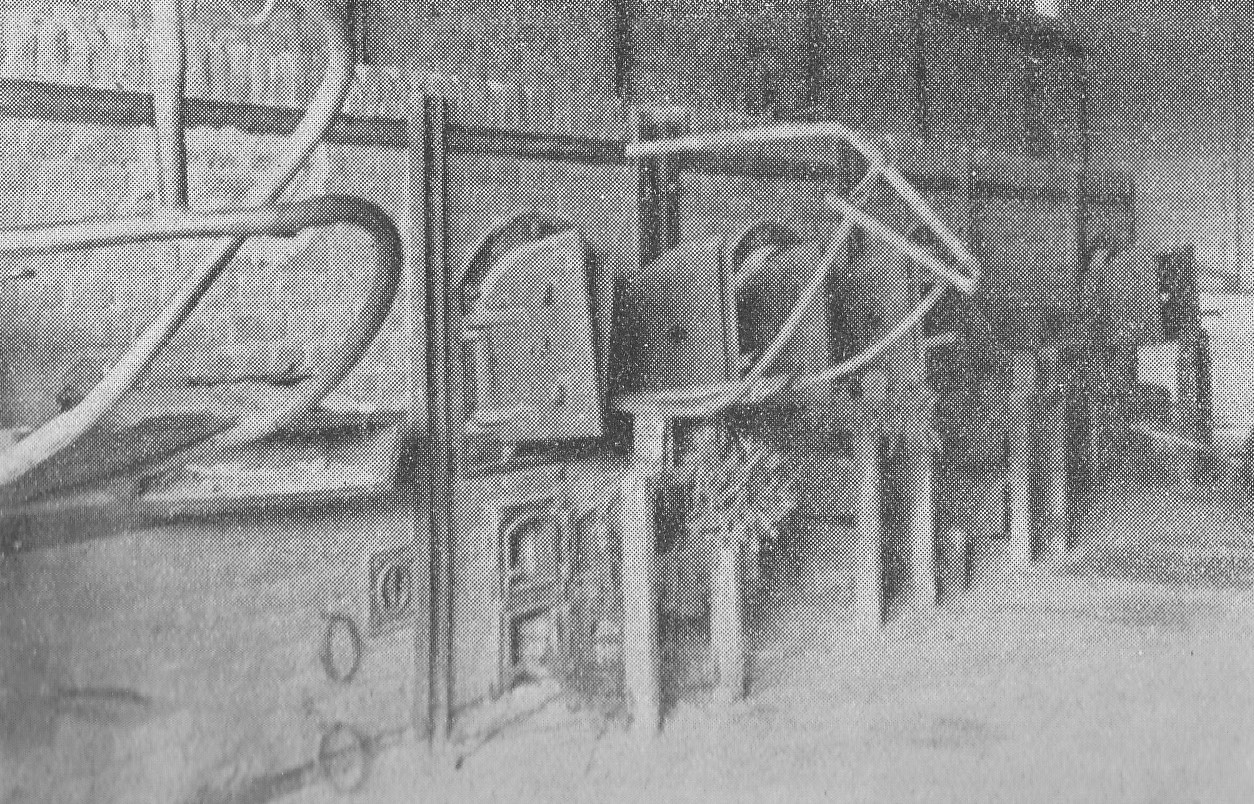
Piece krematoryjne

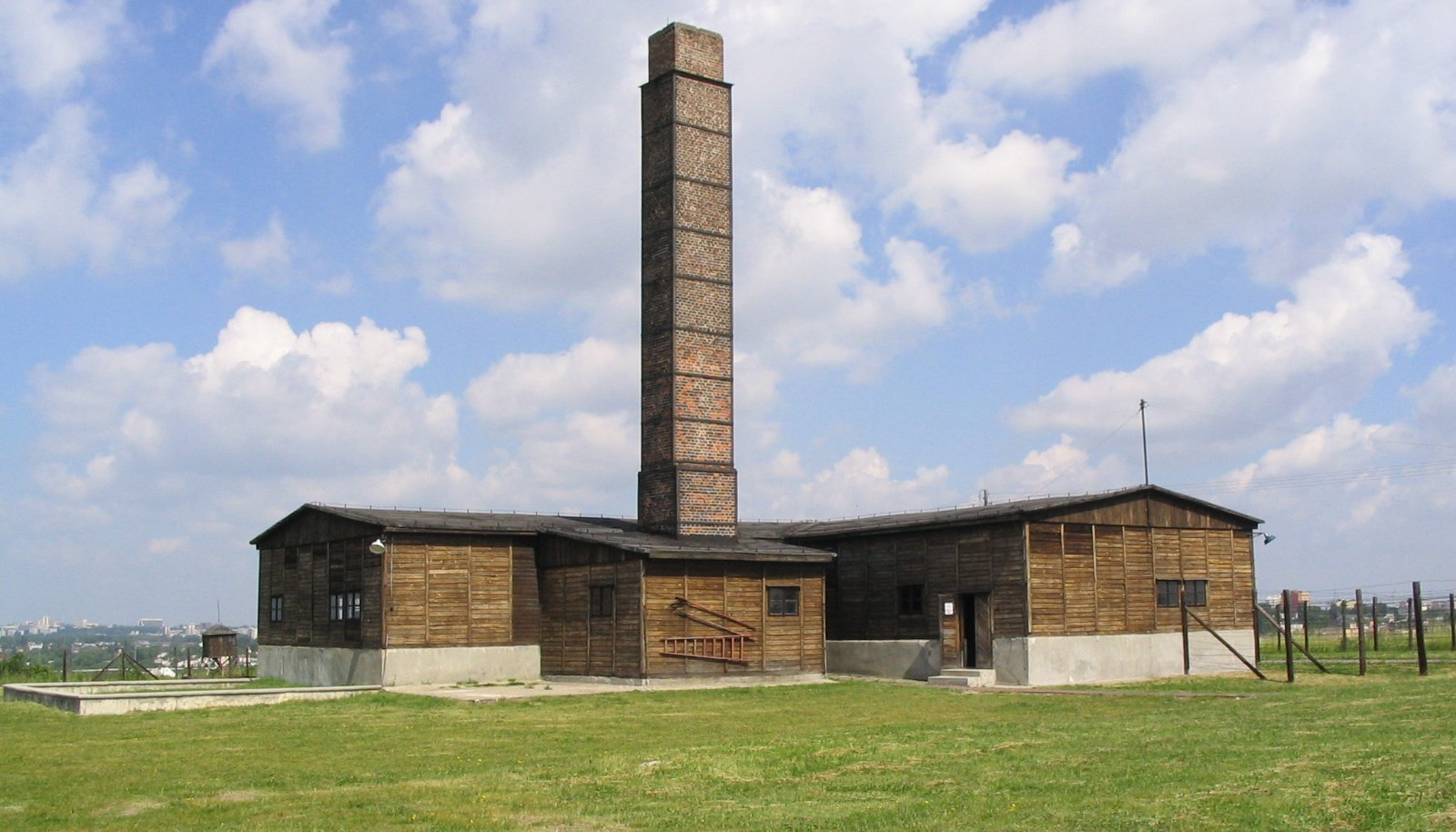
Krematorium

Konzentrationslager Lublin, Vernichtungslager Lublin, Kriegsgefangenenlager Maydanek, KL Majdanek – niemiecki, nazistowski obóz koncentracyjny i jeniecki w Lublinie, funkcjonujący w latach 1941–1944.
Nazwa właściwa obozu brzmiała KL Lublin i tak obóz był nazywany oficjalnie od 1943 roku. Potoczna nazwa „Majdanek” (hebr. מיידנק) pochodzi od dzielnicy Lublina (Majdan Tatarski) i powstała pośród mieszkańców Generalnego Gubernatorstwa. Nazwy „Majdanek” używali jednak niekiedy w oficjalnych dokumentach również i sami Niemcy.
W 1947 roku utworzono Państwowe Muzeum na Majdanku, w 1969 roku odsłonięto pomnik Walki i Męczeństwa na Majdanku.

## Historia obozu
Dzieje tego obozu są nierozerwalnie połączone z historią ziem między Wisłą a Bugiem podczas II wojny światowej, a w szczególności z polityką zagłady Żydów i Słowian, koncepcją generalnej germanizacji niektórych miast regionu (Lublin, Zamość) oraz akcją wysiedleńczą prowadzoną na szeroką skalę na Zamojszczyźnie.

### Majdanek
Początkowo planowano budowę niewielkiego pierwszego odcinka obozu mogącego pomieścić 5-6 tysięcy więźniów. Jednak jesienią 1941 roku przyszedł rozkaz o natychmiastowej budowie obozu jenieckiego mogącego pomieścić 50 tysięcy jeńców. Całość rozplanowano na 236 baraków, w tym 207 więźniarskich. Budowę wykonywali Żydzi – jeńcy armii niemieckiej z 1939 roku i jeńcy radzieccy. Jednak już zimą 1942 roku przystąpiono do tworzenia planu rozbudowy obozu, tak, by druga część mogła pomieścić dalszych 150 tysięcy ludzi. Zarezerwowano teren o powierzchni 516 hektarów. W trzeciej części zamierzano ulokować zakłady odzieżowe Bekleidungswerke der Waffen SS, które miały prócz infrastruktury krawieckiej, kuśnierskiej, trykotarskiej itp. mieścić również baraki dla dalszych ok. 40 tysięcy więźniów.
Ogółem planowano utworzenie kompleksu obozowego mogącego pomieścić łącznie ok. 250 000 osób. Jednak trudności wojenne, w szczególności niemożność większej eksploatacji jednotorowej lubelskiej linii kolejowej sprawiły, że plany te zrealizowano jedynie w ich piątej części. Utworzono sześć pól (I–VI) zawierających baraki więźniarskie. Niektóre części obozu bywały wydzielone dla konkretnej grupy więźniów. Na przykład 1 października 1942 roku skierowano pierwszą partię więźniarek dla utworzonego na V polu obozu kobiecego (Frauen KL). Na tym samym polu V planowano utworzyć obóz dziecięcy dla „bezwartościowych pod względem rasowym jednostek płci męskiej i żeńskiej” (Himmler). Plany te nie doszły jednak do skutku. Istniała natomiast świadoma polityka, by małe dzieci pozostawiać przy matkach, co uniemożliwiało tym ostatnim wszelkie plany ucieczek i buntów.
W sierpniu 1942 roku została rozpoczęta budowa komór gazowych, ukończona w październiku 1942 roku. W sumie istniały 2 komory, działające na gaz wpuszczany z butli bądź przewidzianych na zastosowanie granulek cyklonu B. Piece paleniskowe dostarczyła firma Theodor Klein – Maschinen- und Apparatenbau z Ludwigshafen am Rhein, hermetyczne drzwi skonstruowała berlińska firma Auert. W przeciwieństwie do Auschwitz, na Majdanku komory były umiejscowione nie koło krematoriów, a koło łaźni, co utrudniało transport ciał, lecz nie powodowało paniki wśród osób prowadzonych na zagazowanie.
Komendantami obozu byli:
- SS-Standartenführer Karl Otto Koch (IX 1941 – VIII 1942)
- SS-Obersturmbannführer Max Koegel (VIII 1942 – XI 1942)
- SS-Hauptsturmführer, a od V 1943 Sturmbannführer, Arthur Hermann Florstedt (XI 1942 – IX 1943)
- SS-Obersturmbannführer Martin Weiss (XI 1943 – IV 1944)
- SS-Obersturmbannführer Arthur Liebehenschel (V 1944 – VII 1944)

Organizacja obozu była podzielona na sześć oddziałów: I: Komendantura (Kommandantur), II: Polityczny (Politische Abteilung), III: Obóz więźniarski (Schutzhaftlager), IV: Administracja obozu (Verwaltung), V: Lekarz obozowy (Lagerartz), VI: Ideologiczny (Weltanschauliches Studium).
Strażnikami w obozie byli m.in. Elsa Ehrich, Hermine Braunsteiner i Hildegard Lächert.
Niemcy rozpoczęli ewakuację obozu 1 kwietnia 1944 r., a ostateczny jej etap 17 lipca. W miarę napływających wiadomości o zbliżaniu się frontu wschodniego, Niemcy ewakuowali kolejne grupy więźniów. Jeszcze 22 lipca, dwa dni przed wyzwoleniem Lublina, wyprowadzili ok. 1000 więźniów, w tym kobiety i dzieci do Auschwitz-Birkenau.
Majdanek został wyzwolony 23 lipca 1944 roku przez 2 Armię Pancerną gen. płk. Siemona Bogdanowa oraz 28 Korpus Piechoty Gwardii z 8 Armii Gwardii gen. płk. Wasilija Czujkowa. W obozie, po ewakuacji, pozostało ok. 1000 więźniów, nad którymi opiekę roztoczył lubelski PCK. Jednakże na terenie Majdanka został natychmiast utworzony obóz filtracyjny NKWD dla żołnierzy AK i NSZ, wykorzystujący infrastrukturę hitlerowską.

### Podobozy
Większość podobozów Majdanka była związana z esesowskimi spółkami, takimi jak Deutsche Ausrüstungswerke (DAW). Pracowali tam więźniowie w komandach, które nie mogły pokonywać codziennie drogi do odległego od obozu miejsca pracy.
Z dniem 1 maja 1944 roku do rangi filii Majdanka został zdegradowany obóz koncentracyjny KL Warschau, utworzony w lipcu 1943 roku na terenie byłego getta warszawskiego.

## Więźniowie i ofiary
Transporty więźniów kierowane były z więzień, innych obozów oraz z gett. Większość przybywała pociągami towarowymi. Więźniowie byli podzieleni na kategorie, wśród których najliczniejszą byli tzw. polityczni. Specyfiką Majdanka była niska numeracja, utrzymywana w granicach 20 000. Numery po zmarłych były używane przez następnych.
Więźniami byli Żydzi kierowani tu nie tylko z Lubelszczyzny, ale i całej Polski i zagranicy, a także członkowie ruchu oporu, inteligencja polska, jeńcy sowieccy, mieszkańcy wysiedlonych wiosek Zamojszczyzny, zwykli ludzie brani w łapankach oraz grupa Świadków Jehowy. Udział dzieci poniżej 15 roku życia był na Majdanku bardzo wysoki i osiągał 6%.
Więźniowie bardzo rzadko mogli korzystać z kilkunastosekundowej kąpieli. Nosili zbyt chłodne pasiaki i drewniane chodaki, a w późniejszym okresie niedopasowane ubranie i buty pozostałe po transportach. Racje żywnościowe były wysoce niewystarczające (800–1000 kilokalorii dziennie).
Śmiertelność wynikająca z warunków życia, chorób, traktowania, wygłodzenia lub wychłodzenia była bardzo wysoka (krematoria były budowane jeszcze przed decyzją o budowie komór gazowych). Najgorsze warunki panowały w najbardziej zatłoczonych barakach żydowskich.
W początkowej fazie praca więźniów polegała na tworzeniu obozu lub wypełnianiu bezsensownych zadań, wymyślanych przez SS. Organizacja pracy była usystematyzowana wedle trzech rodzajów komand: komanda budujące obóz, komanda związane z funkcjonowaniem obozu i komanda pracujące na rzecz firm i instytucji pozaobozowych. (najczęściej DAW – spółka SS). Przy czym procent komand związanych z funkcjonowaniem obozu wzrastał z upływem czasu.

### Ofiary śmiertelne
Przez obóz przeszło ok. 150 000 osób. Ostatnie badania (Tomasza Kranza) wskazują, że ofiar było 78 000, z czego 59 000 to Żydzi.
Na porządku dziennym były rozstrzeliwania jeńców, chorych, osłabionych, niezdolnych do pracy (w szczególności kobiety i dzieci). Na ogół do masowych rozstrzeliwań wyprowadzano ofiary do lasku krępieckiego, 10–12 km od obozu. 3 listopada 1943 miała miejsce tzw. „krwawa środa”, podczas tzw.  akcji „Erntefest” (Dożynki), w tym dniu rozstrzelano ok. 18 000 Żydów.
Od przełomu września i października 1942 do września 1943 roku pracowały komory gazowe, w których uśmiercano Żydów, ale także osoby chore i niezdolne do pracy. Transporty przyjeżdżały ciężarówkami, bądź szły piechotą z dworca lubelskiego. Szacuje się, że ok. 50% przybyłych transportów żydowskich było od razu gazowanych. Zwłoki kremowano, a resztki mielono na mączkę kostną. Następnie wywożono ją jako nawóz na położony w pobliżu folwark SS. Z części produkowano kompost ogrodniczy.

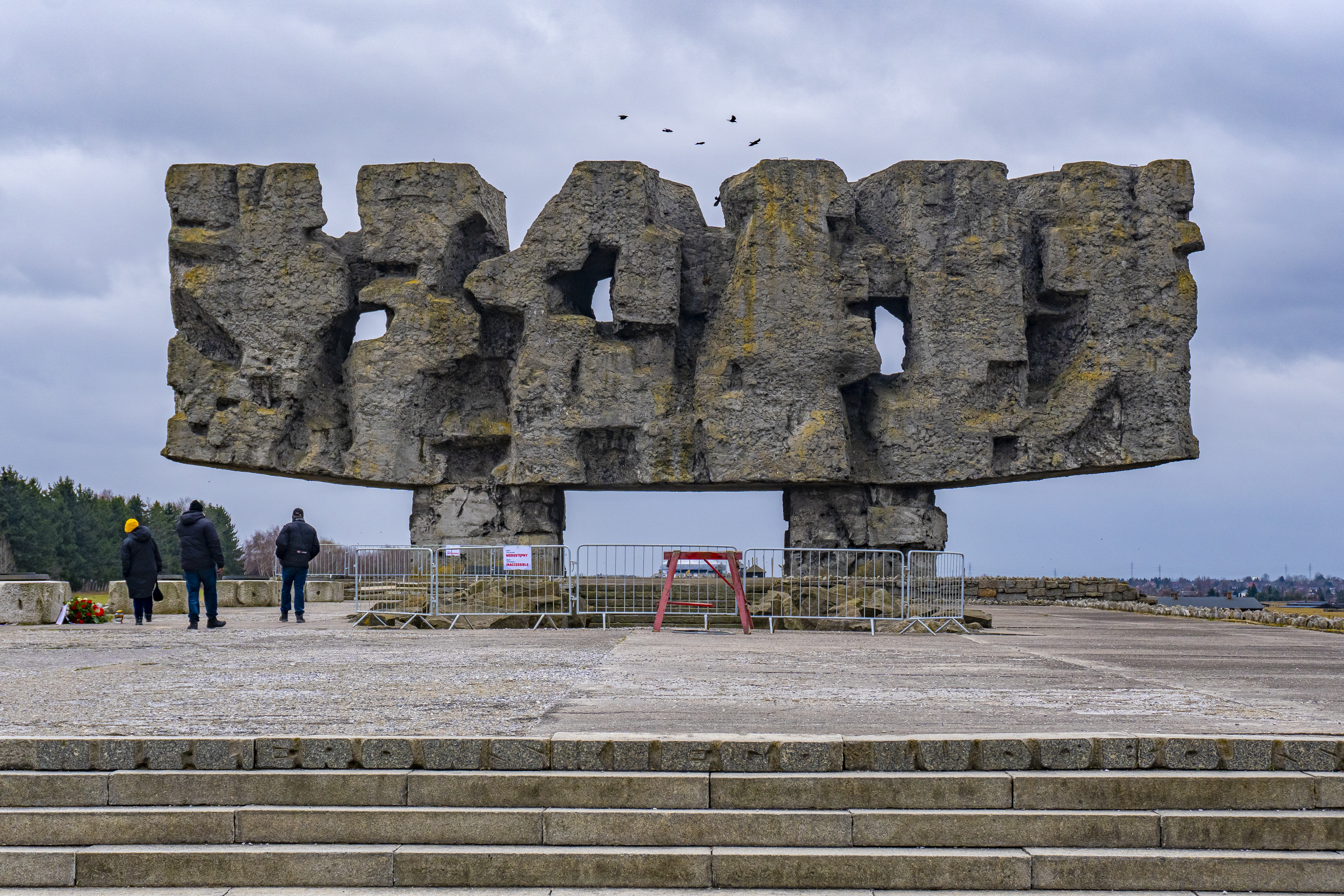
Pomnik Walki i Męczeństwa według projektu Wiktora Tołkina

Ofiary grabiono, a ich majątek wysyłano do Rzeszy. W Majdanku golono więźniów jak w wielu innych obozach.

### Ruch oporu i samopomoc
Więźniowie pracujący poza obozem nawiązywali kontakty z okoliczną ludnością, przenosili grypsy, kryli „skrzynki kontaktowe”. Tą drogą były przesyłane meldunki o sytuacji obozu do Komendy Okręgu Armii Krajowej, oraz listy więźniów, którzy mogli imiennie otrzymywać paczki z żywnością. Poszczególne grupy wyznaniowe, narodowościowe i językowe tworzyły grupy konspiracyjne, najczęściej o charakterze cywilnym. Organizację zbrojną utworzył na początku 1942 roku płk Witold Orzechowski ps. „Longinus”. W przeciągu 1943 roku rozszerzyła się ona na wszystkie części obozu.

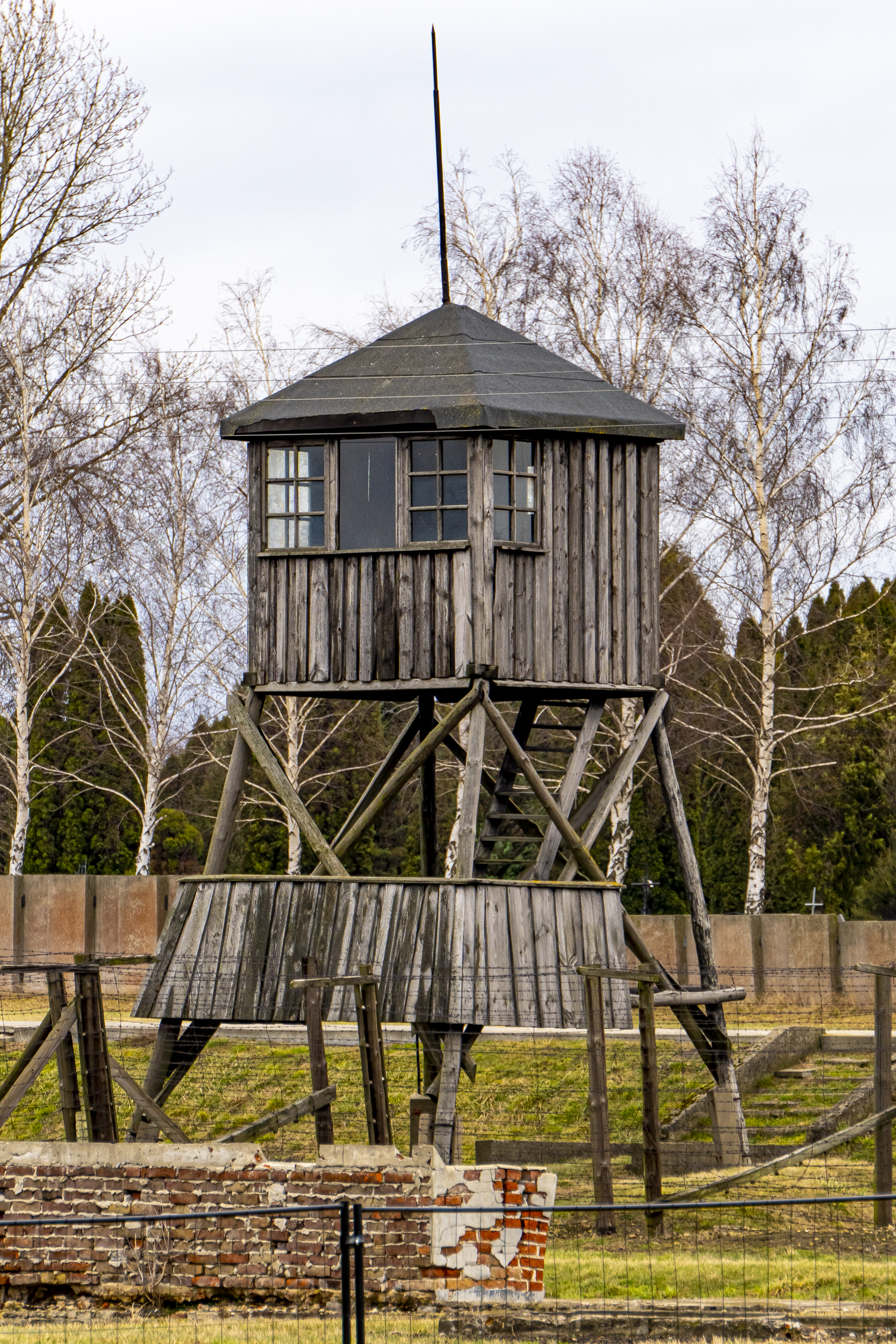
Jedna z wież strażniczych

Wszystko, co podnosiło na duchu było dla więźniów wielkiej wagi. Konspiracyjnie organizowano za drutami wykłady, debaty, czasem wieczory kulturalne, przedstawienia teatralne, kolportowano prasę. Więźniarki lekarki szkoliły młode dziewczęta na pielęgniarki. Uwięzieni duchowni i inne osoby podtrzymywały w miarę możliwości religijne życie współwięźniów.
Fatalne warunki egzystencji i niewielkie szanse na przetrwanie doprowadzały niektórych więźniów do próby ucieczki z obozu nawet mimo tego, że złapanym groziła śmierć poprzez powieszenie. Łącznie z obozu na Majdanku lub z miejsc pracy poza obozem udało się zbiec ok. 200 osobom. Dodatkowo około 300 więźniów Majdanka uciekło podczas transportów do innych obozów.
Największa ucieczka w historii KL Lublin została dokonana przez grupę jeńców radzieckich w nocy z 14 na 15 lipca 1942 roku. Spośród 86 osób, które podjęły próbę opuszczenia obozu, większości udało się zbiec; dwie osoby zostały zastrzelone w trakcie ucieczki.
Znanych jest kilka przypadków, kiedy więźniom w ucieczkach pomagali członkowie załogi obozowej.

### Pomoc z zewnątrz

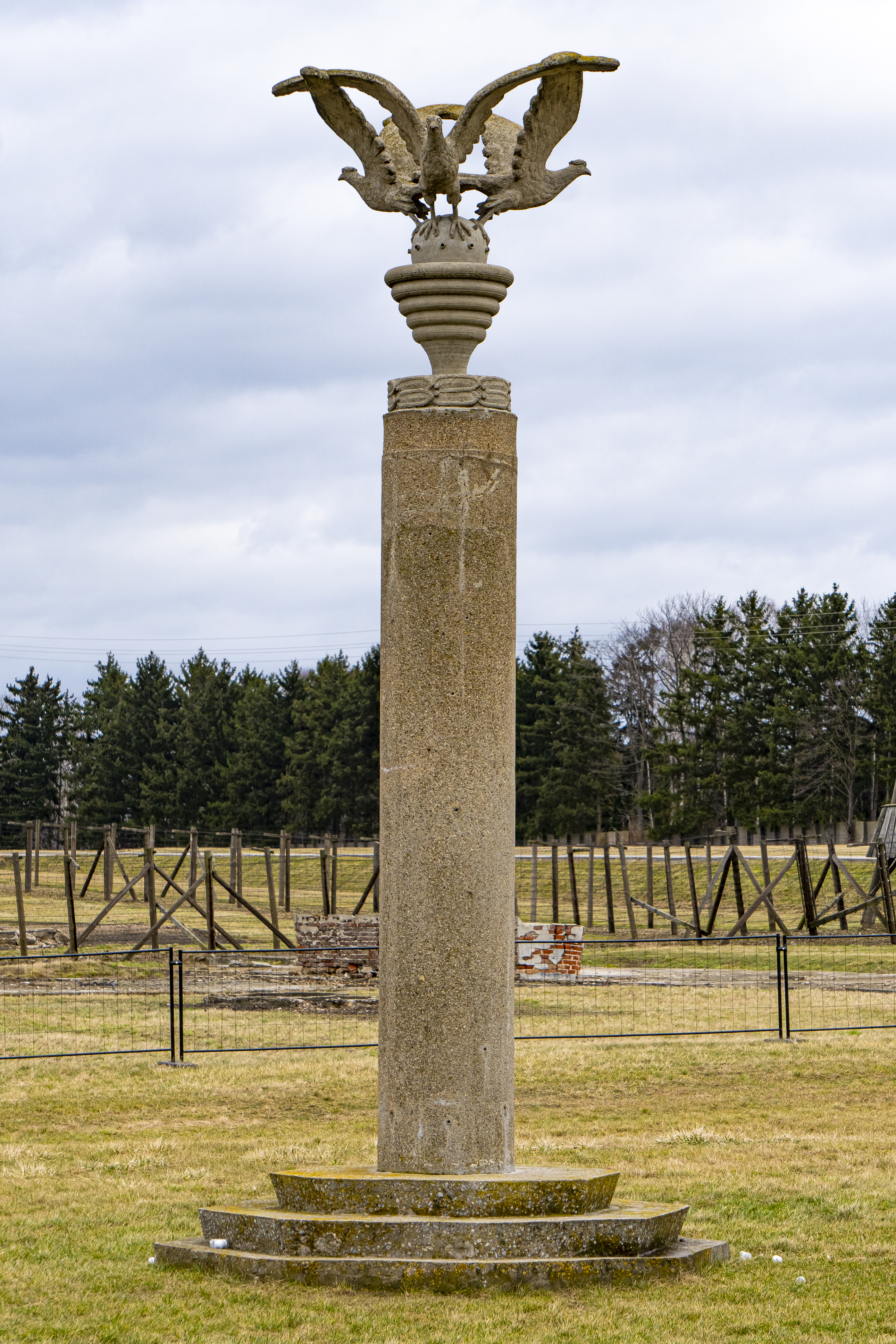
Kolumna Trzech Orłów

Jedyną zalegalizowaną przez Niemców pomocą, która przychodziła do więźniów ze świata, była pomoc Polskiego Komitetu Opiekuńczego w Lublinie. SS zezwalało na dostarczanie żywności bądź lekarstw, gdyż to odciążało budżet obozowy. Od marca 1943 do kwietnia 1944 roku Polski Komitet Opiekuńczy w Lublinie – zorganizował w trudnych warunkach wojennych i przekazał więźniom Majdanka ok. 200 000 kg chleba, 8000 kg kaszy, 8000 kg produktów strączkowych, prawie 1500 kg mięsa, ponad 8000 litrów mleka (głównie dla dzieci) i wiele innych produktów żywnościowych. Równocześnie wysłano prawie 100 000 paczek z żywnością dla więźniów.
Podziemie Państwa Polskiego organizowało przerzucanie chleba i innej żywności przez druty obozowe. Ludność okoliczna także w ten sposób wspierała więźniów obozu.
Inną formą pomocy było ułatwianie ucieczek więźniom oraz przekazywanie otrzymywanych wiadomości o sytuacji w obozie na zewnątrz.

### Kolumna Trzech Orłów
Wiosną 1943 roku, w niemieckim obozie na Majdanku, rozegrała się tzw. akcja upiększania obozu, znana również jako "Schmücke dein Heim". W ramach tego przedsięwzięcia dokonano pozornych zmian mających stworzyć iluzję normalności w brutalnych warunkach obozu. Stare puszki po konserwach zastąpiono miskami, wydano koce, a standardy słania łóżek zostały podniesione – musiały być równo złożone, co wymusiło użycie starannie wypchanych słomą sienników. Całość miała jedynie udawać poprawę warunków życia więźniów przed nadchodzącą inspekcją Międzynarodowego Czerwonego Krzyża.
Albin Maria Boniecki, więzień obozu, postanowił wykorzystać tę sytuację i zaproponował władzom obozu stworzenie monumentalnej kolumny na III polu. Dla więźniów jednak prawdziwym celem było ratowanie skrajnie wycieńczonych współwięźniów. Wspólnie z inżynierem Stanisławem Zelentem i lekarzem Romualdem Sztabą Boniecki uruchomił tajne przedsięwzięcie, które miało na celu ukrycie najbardziej wymagających opieki więźniów i umożliwienie im regeneracji podczas pozorowanych prac.
Kolumna, wykonana z sześciometrowej rury kanalizacyjnej, miała symboliczne znaczenie. Została postawiona na sześciokątnym cokole z trzema stopniami, a jej zwieńczenie stanowiła urna opleciona wieńcem laurowym, z której wznoszą się trzy pół-gołębie, pół-orły. Symbolika ptaków niosła przesłanie o wolności, sile i jedności, a także była hołdem złożonym ofiarom obozu. Wewnątrz kolumny umieszczono blaszane pudełko wypełnione prochami zmarłych więźniów, tworząc tym samym pierwsze mauzoleum ku czci ofiar Majdanka.
Po likwidacji obozu, orły na głowicy kolumny zostały zniszczone, ale dopiero w 1969 roku udało się przywrócić im pierwotną formę. Boniecki, przed swoją śmiercią, przysłał rysunek z prośbą o przywrócenie ptakom ich pierwotnego kształtu. W 2011 roku Państwowe Muzeum na Majdanku przeprowadziło kompleksową konserwację pomnika, przywracając mu pierwotny blask i szacunek dla ofiar obozu.

## Dzieje powojenne
5 kwietnia 1967 roku został zbiorowo przyznany Order Krzyża Grunwaldu I klasy Bohaterom Majdanka jako wyraz pamięci i hołdu dla ich męczeństwa i walki z faszyzmem.

### Odpowiedzialność karna oprawców
W sierpniu 1944 roku PKWN w porozumieniu z ZSRR powołał w Lublinie Polsko-Radziecką Komisję Nadzwyczajną do zbadania zbrodni hitlerowskich popełnionych na Majdanku. Komisja ta zabezpieczyła materiały dowodowe i postawiła w stan oskarżenia sześciu oprawców zatrzymanych podczas wyparcia Niemców z Lublina. Wykonano publicznie wyroki śmierci. Dalsze procesy miały miejsce w pierwszych latach po wojnie. Z 1037 znanych z nazwiska funkcjonariuszy SS na Majdanku, tylko 170 poniosło odpowiedzialność karną.

### Tereny obozowe i muzeum

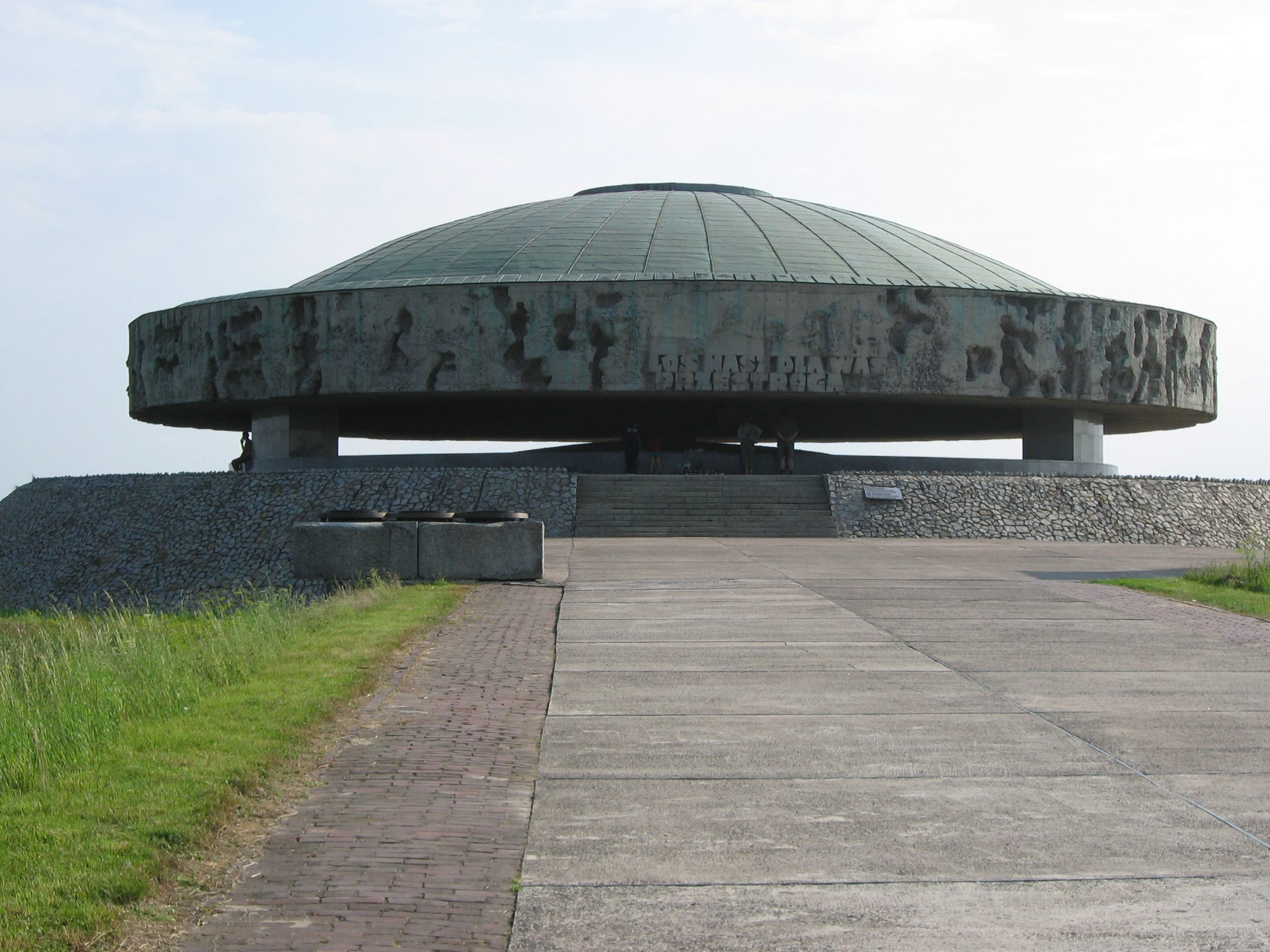
Mauzoleum

Państwowe Muzeum na Majdanku powstało już jesienią 1944 r. na części terenu byłego obozu koncentracyjnego, było zatem pierwszą tego typu instytucją na świecie. Ustawą Sejmową z 2 lipca 1947 r. otrzymało status centralnej instytucji państwowej. W XXV rocznicę wyzwolenia Majdanka na terenie byłego obozu stanął monumentalny pomnik, poświęcony ofiarom nazizmu, autorstwa inż. arch. Wiktora Tołkina. Monument składa się z dwóch głównych części: pomnika-bramy oraz wielkiego mauzoleum zawierającego prochy ludzkie z terenów obozowych. Muzeum opiekuje się również wielkim archiwum pozostałym po administracji SS.
W 2004 roku dyrekcji Muzeum podporządkowano na prawach filii odnowione Muzeum w Bełżcu. Inna część obozu była wykorzystana jako obóz jeniecki dla Niemców i obóz dla Polaków.
2 września 2009 roku Państwowe Muzeum na Majdanku zostało odznaczone Złotym Medalem „Zasłużony Kulturze Gloria Artis”.
W nocy z 9 na 10 sierpnia 2010 na terenie muzeum wybuchł pożar, w wyniku którego spłonął jeden z baraków. Według dyrekcji muzeum, spaleniu uległo ponad siedem tysięcy par butów byłych więźniów, które były tam zgromadzone.